# Провинциальная ассамблея Хайбер-Пахтунхвы
Провинциальная ассамблея Хайбер-Пахтунхвы (англ. Provincial Assembly of Khyber Pakhtunkhwa) — однопалатный законодательный орган пакистанской провинции Хайбер-Пахтунхва. Ассамблея находится в столице провинции — Пешаваре. В настоящее время доминирует коалиция Народной национальной партии и Пакистанской народной партии.

## Организационная структура
В ассамблее 124 места (включая 22 места для женщин и 3 для религиозных меньшинств). 

## Партии

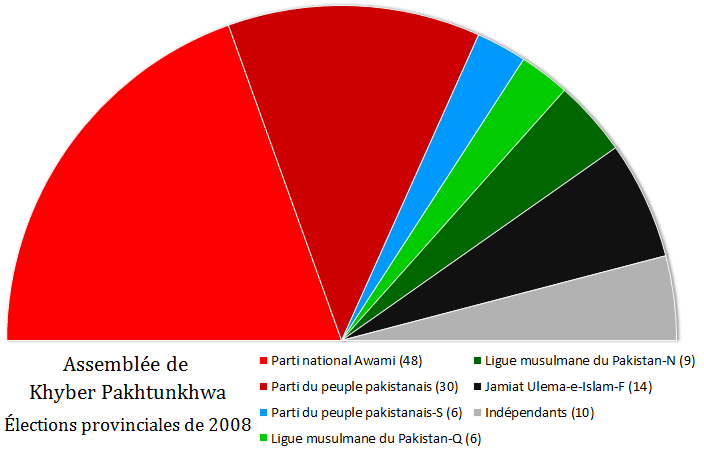
Состав Провинциальной ассамблеи с 2008 года

Последние парламентские выборы прошли в 2008 году, их итоги выглядят так:
| Партия                              | Количество мест |
| ----------------------------------- | --------------- |
| Национальная партия Авами           | 48              |
| Пакистанская народная партия        | 30              |
| Союзный совет действий              | 15              |
| Пакистанская мусульманская лига (Н) | 9               |
| Пакистанская мусульманская лига (К) | 6               |
| Партия пакистанских людей           | 6               |
| Независимые                         | 10              |
| Всего                               | 124             |
| Источник :                          |                 |